# Maria do Couto Maia-Lopes
Maria do Couto Maia-Lopes (24 octobre 1890 – 25 juillet 2005) était, à ce jour, la deuxième Portugaise la plus âgée de tous les temps et l'une des rares supercentenaires au monde. Elle vivait à Grijó, près de Vila Nova de Gaia. Elle est décédée à l'âge de 114 ans et 274 jours. Son âge a été validé par le Groupe de recherche en gérontologie (GRG).

## Biographie
Maria do Couto Maia est née le 24 octobre 1890 à Grijó, dans le district de Porto, au Portugal, de José do Couto e Silva et Rosa de Sousa Maia. Maria do Couto Maia est son nom complet ; Lopes était le nom de famille de son mari et elle l'a peu utilisé dans sa vie.
Elle se souvenait du jour où le dernier roi du Portugal, Manuel II, avait visité la ville voisine d'Espinho, le 23 novembre 1908.
Elle était pratiquement aveugle et sourde au moment de sa mort, ayant été alitée pendant les trois dernières années de sa vie à la suite d'un accident impliquant de l'eau bouillante.
Elle avait huit enfants, sept petits-enfants, dix arrière-petits-enfants et cinq arrière-arrière-petits-enfants, et était veuve depuis 1942. Il est intéressant de noter que l'une de ses arrière-petites-filles a épousé le petit-fils de l'homme le plus âgé du Portugal.
Elle était la vingt-sixième personne connue la plus âgée de tous les temps au moment de son décès.